# Amboy (Californie)
Pour les articles homonymes, voir Amboy.
Amboy est une zone non incorporée située dans le comté de San Bernardino en Californie, aux États-Unis.
Elle se situe dans le désert des Mojaves, entre les municipalités de Ludlow et de Needles sur l'ancienne U.S. Route 66.

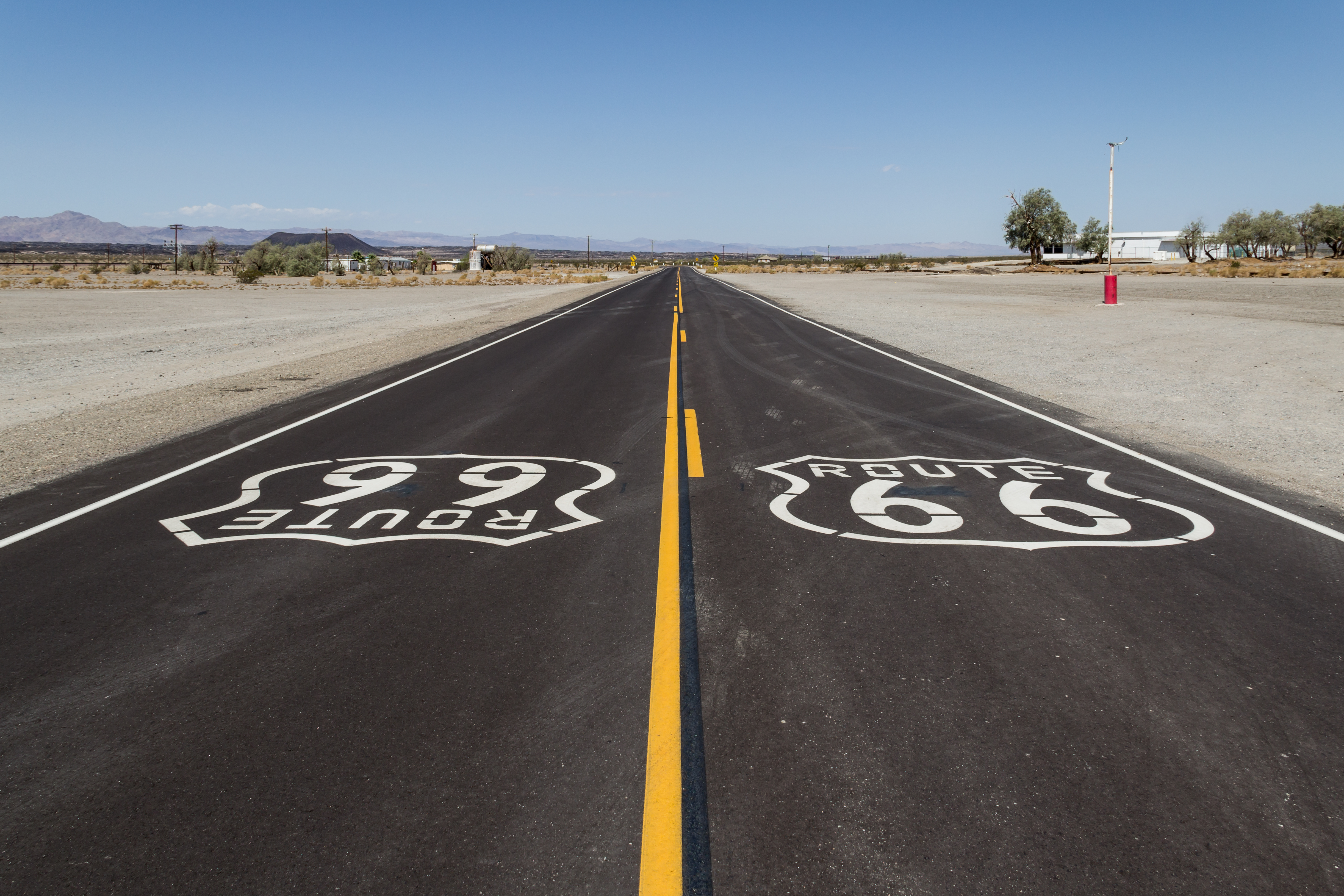
Inscriptions sur la route.
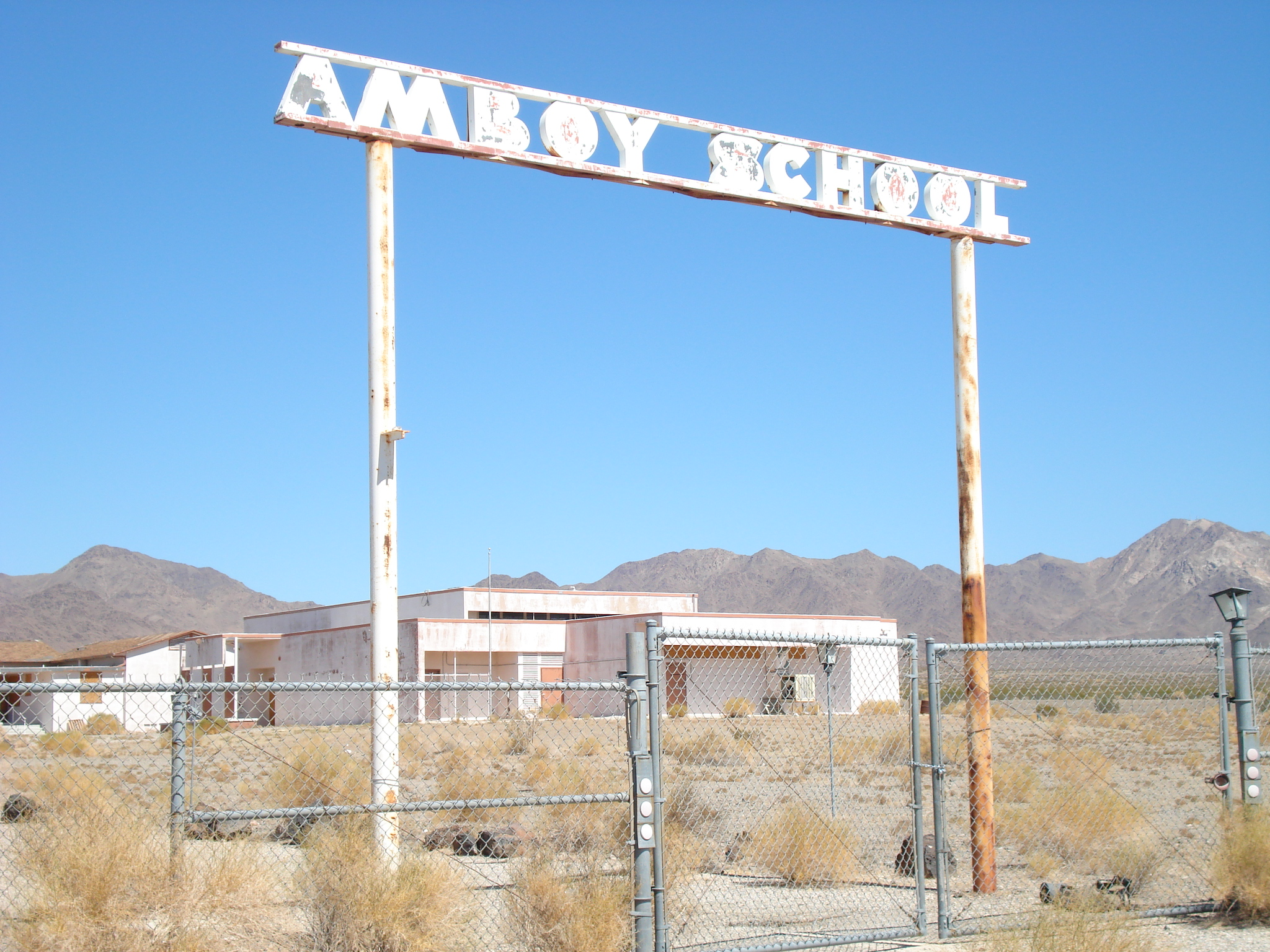
Entrée de l'ancienne école.
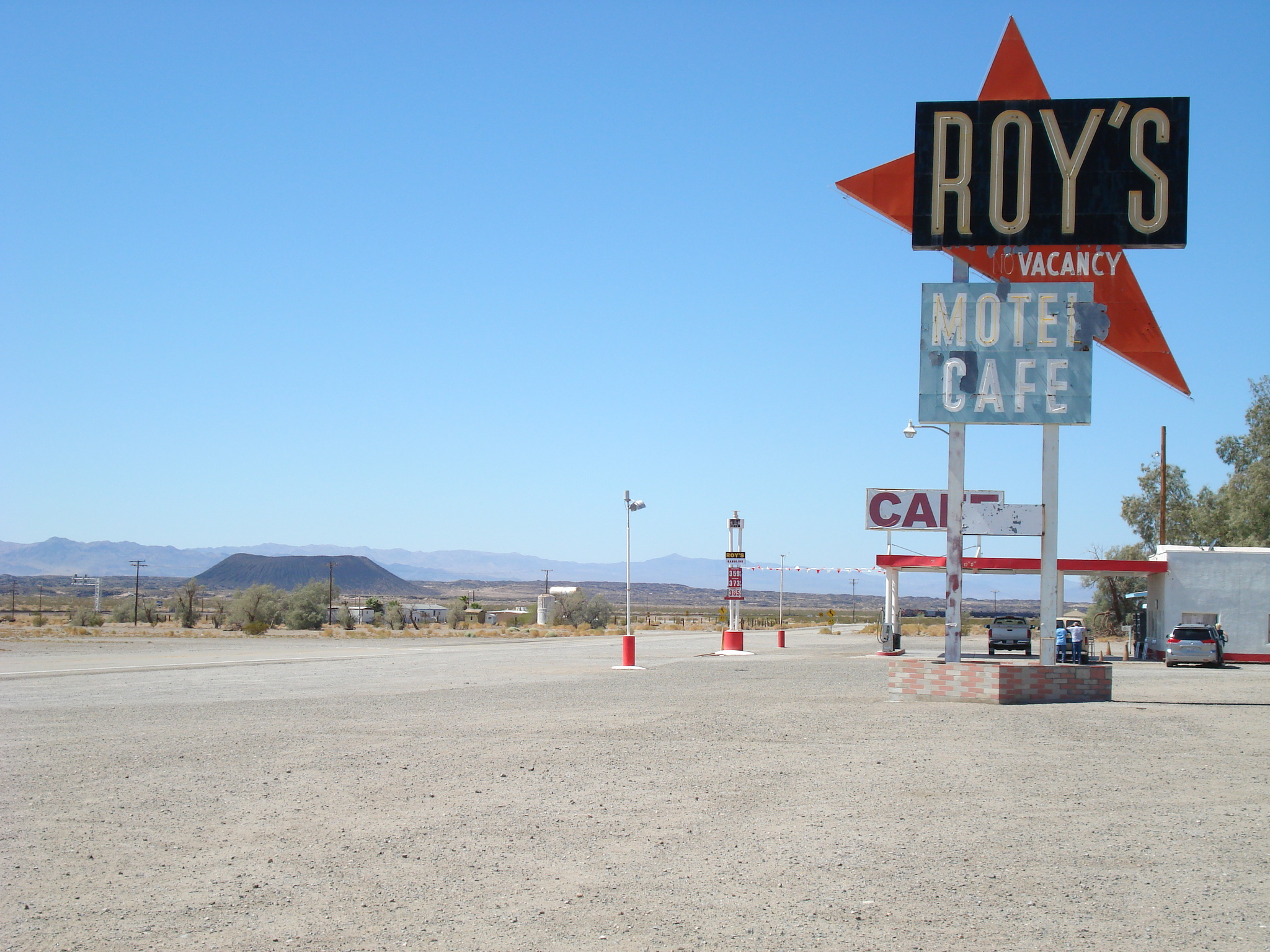
Enseigne du motel Roy's.